# Ryszard Stachurski
Ryszard Stachurski (ur. 7 grudnia 1950 w Gdyni) – polski urzędnik państwowy i samorządowy. W latach 2010–2011 sekretarz stanu w Ministerstwie Sportu i Turystyki, w latach 2011–2015 wojewoda pomorski.

## Życiorys
Ukończył filologię polską na Wydziale Humanistycznym Uniwersytetu Gdańskiego, a także podyplomowe studia z zakresu prawa i administracji na Uniwersytecie Warszawskim oraz z zakresu zarządzania w Wyższej Szkole Dziennikarstwa w Warszawie. Przez kilkanaście lat pracował jako nauczyciel. Należał do Polskiej Zjednoczonej Partii Robotniczej. W latach 1990–2001 pełnił funkcję sekretarza gminy Krokowa – w okresie, gdy funkcję wójta pełnił Kazimierz Plocke. W następnych latach Ryszard Stachurski był dyrektorem jego biura poselskiego.
Przystąpił do Platformy Obywatelskiej, z jej ramienia w wyborach w 2002 uzyskał mandat radnego powiatu puckiego. Przez niecałe 4 lata był szefem sądu koleżeńskiego PO. Od marca 2008 był dyrektorem Ośrodka Przygotowań Olimpijskich w Cetniewie, a od lutego 2010 do grudnia 2011 sekretarzem stanu w Ministerstwie Sportu i Turystyki. 12 grudnia 2011 premier Donald Tusk powierzył mu stanowisko wojewody pomorskiego, które zajmował do 8 grudnia 2015. W 2016 został sekretarzem gminy wiejskiej Wejherowo, funkcję tę pełnił do 2019.

## Odznaczenia
W 2014 otrzymał estoński Order Krzyża Ziemi Maryjnej III klasy.